# Leandro Maria Alves
Leandro Maria Alves (ur. 10 maja 1974 w Ermera) – timorski biskup rzymskokatolicki, od 2023 biskup diecezji Baucau.

## Życiorys

### Prezbiterat
Święcenia kapłańskie otrzymał 8 grudnia 2006 i został inkardynowany do archidiecezji Dili. Był m.in. rektorem niższego seminarium, wykładowcą instytutu filozoficzno-teologicznego, sekretarzem wykonawczym timorskiej Konferencji Episkopatu oraz proboszczem parafii katedralnej.

### Episkopat
26 kwietnia 2023 papież Franciszek mianował go biskupem diecezji Baucau. Święceń biskupich udzielił mu 21 lipca 2023 kard. Virgilio do Carmo da Silva, metropolita Dili.